# 新堂有望
新堂 有望（しんどう ゆみ ）は、日本のAV女優。LINX所属。

## 略歴
1993年に『愛・愛しちゃう』（宇宙企画）でAVデビューした90年代中期に活躍したAV女優である。
後に『ギルガメッシュナイト』（テレビ東京）にレギュラー出演し一躍名が知れ渡り、Vシネマにも多数出演した。
1996年頃に引退。
2006年、10年ぶりにAVに復帰。同時にアダルトビデオメーカー・ケイ・エム・プロデュースの熟女レーベル「millionマダム」のキャンペーンガールに立花瞳と共に起用された。
2016年8月25日、人妻・熟女専門のAVメーカー「マドンナ」より約9年ぶりに中谷有希、名義にて復帰。
『デラべっぴん』掲載写真をデジタル写真集『風写真帳　新堂有望』として小学館から復刻発売。

## 人物
異なるプロフィールがいくつかある。
- 「義姉の生下着 4」のケース裏面のプロフィールには、身長:154 cm　B:83(C-65)・W:56・H:82 東京都出身 としている[2]。
- XCITYプロフィールには、身長:157 cm　B:86・W:62・H:90 としている[3]。
- FANZAプロフィールには、身長:154 cm　B:83・W:56・H:82 としている[4]。

趣味:スポーツ観戦、料理。映画鑑賞。

## 出演作品

### アダルトビデオ（撮りおろし作品）
1993年
- 愛・愛しちゃう（4月29日、宇宙企画）※デビュー作
- もぎたて天使（5月30日、宇宙企画）
- ビデオマガジン Beppin VOLUME 37 新堂有望・泉京子・西本由佳 他（7月20日、英知出版）
- ジンジンしちゃう（7月25日、宇宙企画）
- Beppin School VOLUME 5 斉藤洋子・麻生ひろみ・新堂有望 他（8月20日、英知出版）
- 快感ラビリンス（8月29日、宇宙企画）
- 天使がおんな（9月10日、サマンサ）
- ピンクの宝箱（9月24日、アリスJAPAN）
- 義妹の生下着 4（10月16日、KUKI）
- 放課後はHして!（10月31日、宇宙企画）
- ランジェリー・コレクション 16（11月10日、英知出版）
- チョットだけよ（11月12日、アリスJAPAN）
- 誰にも言えない カリビアンナイト（11月26日、サマンサ）
- 天使は注射がお好き（12月12日、宇宙企画）

1994年
- 女体盛（1月12日、KUKI）
- エロティックにFUCK（1月25日、ファイブスター）
- 剥衣のエンジェル 飢餓病棟（1月28日、コンフィデンス）
- 投稿アイドル（1月30日、宇宙企画）
- 君に微笑むエンジェル（2月10日、セシル）
- 若妻はムチムチ（3月24日、オー・ケイ出版社）
- ザ・テクニシャン めざせAVクイーン（4月6日、笠倉出版社）
- 女子校トイレ遊び（4月11日、二見書房）
- 監禁レイプ 24（5月21日、コロナ社 (アダルトビデオ)|コロナ）
- インモラル天使 12（6月10日、シネマジック）
- 監禁女教師 美里真理・藤谷しおり・新堂有望 他（6月10日、笠倉出版社）
- 悦虐病棟 うふふ（8月19日、笠倉出版社）
- すったもんだでヤリました 強制集団ワイセツ 佐々木優・有森麗・新堂有望・松宮久美子（6月29日、h.m.p）
- 緊縛忍法帖 2 くノ一姉妹（7月8日、シネマジック）…共演：扇まや
- 美乳シスターズ（8月27日、アートビデオ）…共演：小田かおる
- レズビアン義姉妹 百合の隷獣（9月9日、シネマジック）…共演：本田ゆき
- 新堂有望で抜いて下さい!（9月9日、東映ビデオ）
- 暴行現場スペシャル 43（9月15日、東京音光）
- 監禁病棟 第3章（10月13日、シャイ企画）…共演：三上ルイ、桜井優帆
- SMサイバーパンク 狂乱地獄絵図（10月19日、KUKI）…共演：希志真理子
- 秘虐の迷宮 SM調教天使XXX（11月15日、司書房）
- 緊縛戒厳令 昭和拷問史 (11月25日、シネマジック）…共演：風吹あんな、三井彩、姫ゆり、橋本杏子
- 緊縛戒厳令 昭和拷問史 2 (11月25日、シネマジック）…共演：風吹あんな、三井彩、姫ゆり、橋本杏子
- 愛奴 新堂有望 淫爆・監禁女校生（11月28日、笠倉出版社 CAV70-45）
- SM秘小説ビデオ版 4 新堂有望・香月えくぼ（12月10日、三和出版）

1995年
- 背徳のデカダンス（1月30日、Adonis）
- 嬌声の花唇責め（3月28日、オー・ケイ出版社）
- 恥虐の愛奴 新堂有望・三浦清香・一色麗矢（10月6日、笠倉出版社）
- 麗奴 美肉いじめ 新堂有望・原恵美子・薬師寺真弓（12月、オー・ケイ出版社）

1996年
- 女子校生 自主制作ビデオ ぱあと9 (1月22日、北都）他多数出演
- 超・アドニス 天使の微笑 可愛ゆう・小森まみ・森尾ひとみ・新堂有望 他（2月10日、アイビック）
- 女子校生 自主制作ビデオ ぱあと10 (2月22日、北都）他多数出演
- やっぱり常務にゃ叛らえない (2月22日、北都）
- 私のビデオ買って下さい。3回め (2月22日、北都）
- 自主制作 卒業記念版 全員集合〈前編〉 (4月22日、北都）他多数出演
- 女校生悦虐責め 新堂有望・森川いづみ (5月19日、コアラブックス）
- 縛乳の疼き 細川しのぶ・一色麗矢・新堂有望 他 (6月24日、笠倉出版社）
- 女子校生 ちょーやまもりビデオ (7月19日、北都）他多数出演

1997年
- 悦縛の牝猫調教 新堂有望・露木陽子 (3月20日、コアラブックス）
- バーチャソープ (5月9日、笠倉出版社）

1998年
- 愛奴 村井留美子 淫縛・監禁女校生 (7月10日、アールエヌ）…「村井留美子」名義

2006年
- 復活! 本番解禁!! ナマ中出し!!!（2月24日、おかず。）
- 中出し団地妻 完全版（3月24日、おかず。）
- 裏・新堂有望（4月28日、おかず。）
- 超デジモ 生中出し（5月19日、REAL Guest）
- 中出し義母 暴行白書 完全版（6月16日、おかず。）
- 輪姦地獄 中出し漬け（7月21日、おかず。）

2008年
- オトナのオンナの発情力 オトナのオンナのSEX力（3月6日、WOMAN）…共演：加藤レイナ

2016年
- AV監督の息子が所属する少年野球チームのチームメイトの母親がAVデビュー 中谷有希（8月25日、マドンナ）…「中谷有希」名義
- 貴方の目の前で寝取られて…　中谷有希（9月25日、マドンナ）…「中谷有希」名義
- 今夜、上司の奥さんと二人きり… 中谷有希（10月25日、マドンナ）…「中谷有希」名義
- 彼女のお母さんにスケベな言葉をささやかれながら筆下ろされた僕 中谷有希（12月1日、マドンナ）…「中谷有希」名義
- ずぶ濡れ女教師 ～浸された柔肌、濡れ透け羞恥授業～ 中谷有希（12月25日、マドンナ）…「中谷有希」名義

2017年
- 闇緊縛の部屋 中谷有希（1月19日、アタッカーズ）…「中谷有希」名義
- 強姦標的 List.09 中谷有希（4月25日、アタッカーズ）…「中谷有希」名義
- SODロマンス×フランス書院 新しい母 四十二歳 (5月3日、SODクリエイト) 共演:羽田希
- レズビアン訪問介護サービス ～人妻を口説く魔性の女～ (5月13日、U＆K) 共演:森下美緒
- 兄貴の嫁 (6月19日、KSB企画/エマニエル)
- 【アソコの食べ○グ】がっつき放題。～このオンナの人生を私的流用しました～ (7月13日、EROTICA)
- 泥酔した熟女を美味しくいただいたのだが、その熟女さんは実は･･･ (8月1日、プラネットプラス)
- ヘンリー塚本原作 裏切り嫁 知らぬは夫ばかりなり (8月13日、FAプロ) 共演:二階堂ゆり、西原美鈴
- ヘンリー塚本原作 義母淫らなり 色香漂う下半身 (8月13日、FAプロ) 他出演:近藤郁美、佳乃美冬
- 童貞弟と魔少年に露出調教された女体化熟女 (9月7日、山と空)
- 人妻たちの策略レズビアン 夫さえ居なければ… 新堂有望・潮見百合子 (11月13日、U＆K)
- 裏・人間廃業 森林原人 (12月13日、EROTICA) 他出演:希咲あや、真木今日子、篠田ゆう、蓮実クレア 他

2018年
- 義理の母を欲望のままに性奴隷に調教してやりました (1月11日、センタービレッジ)
- AV女優とプライベートで秘湯『生』パコ!一泊二日、孕ませ温泉旅行。～元宇宙少女・新堂有望 四十四歳の場合～ (1月13日、EROTICA)
- M女癖のおばさんが「本気でイキたい」と懇願するので徹底的に快楽漬けにしてやりました。 (1月19日、ドグマ)
- 義母娘 接吻レズ調教 姑のカラダを貪り尽くす美嫁のヘビ舌 新堂有望・泉ののか (1月25日、ビビアン)
- 嫁姑レズ 夫に秘密の発情同居 黒木いくみ・新堂有望 (2月1日、U＆K)
- 酔うとキス魔になる奥さん 普段は固い性格なのに、酒を飲むと僕に甘えまくって隣の部屋に旦那がいるにも関わらずベロチュウをせがみまくる! 成澤ひなみ・八咲唯・新堂有望 (2月7日、かぐや姫Pt)
- 背徳の親子丼 愛欲の刃を向けられた親子 (2月10日、ブリット) 共演:紗凪美羽
- 禁断!熟母3 母親でも止められない･･いやらしく淫らな息子とのセックス (2月13日、ながえスタイル) 他出演:真弓あずさ
- トリビングレズ 擦りつけ!濡れ陰部!! 北川エリカ・高嶋ゆいか・新堂有望 他 (2月13日、U＆K)
- すけべ椅子マダム 新堂有望・本庄瞳･白藤ゆりえ (2月25日、アロマ企画)
- 「おばさんの私が下着を盗まれるなんて…」 自分を女として見てくれるというだけで人妻は発情してしまうので中出しセックスのハードルが低い! 成澤ひなみ・八咲唯・新堂有望 (3月7日、かぐや姫Pt)
- 感じると乳首が伸びるマジック乳首って! SEXレス美人奥様が感じ過ぎて理性崩壊の濃厚精子哀願中出しファック!! (3月19日、美人魔女)
- 恥辱の美魔女見世物調教 BBA PUBLIC BDSM ORGASM PART2 (3月25日、AVS collector’s)

発売日不明
- ふしだらな果実（ドルフィン DLP-1）VHS
- イケイケ下半身にとろボディ（HALC VHS-1703505）VHS
- Wai Waiくらぶ 第25号（リイド社）VHS
- 過激にFuckin’You（エロティカ・コレクション）VHS ＊ビデオ安売王オリジナル
- すぺるま めいと（CANDY MAN CM-02）VHS

### アダルトビデオ（オムニバス作品、編集もの、BESTもの）
1994年
- 性豪スペルマ天国 7 新堂有望・高原愛美・美里真理・松下英美 他（3月25日、ファイブスター）全5名
- AV TOPギャルズベスト10 7 あぶない贈り物 佐々木優・松下英美・有森麗・新堂有望・藤谷しおり 他（4月1日、笠倉出版社）
- ナース快楽館 11 有森麗・安藤有里・新堂有望・高原愛美 他（4月15日、ファイブスター）全5名
- 憂木瞳スペシャル ギルガメッシュNIGHT 憂木瞳・立原貴美・新堂有望・氷高小夜 他（7月21日、ポニーキャニオン）＊イメージビデオ
- ナース物語 濡れた茂み 松下英美・新堂有望・藤谷しおり 他（9月16日、笠倉出版社）全8名
- ランジェリー大会100連発SPECIAL 3 	美里真理・水沢早紀・樹マリ子・卑弥呼・新堂有望 他（12月15日、笠倉出版社）
- 120人の美女 AV秘蔵コレクション Part1 全30名（12月15日、笠倉出版社）多数出演＊オムニバス作品

1995年
- レズビアンコレクション 百合図鑑 11 佐山ありす・山咲ひとみ・秋川典子・新堂有望 他（3月3日、シネマジック）
- ベスト・オブ・インモラル天使 3 新堂有望・森下あみい・志穂美れいこ 他（4月14日、シネマジック）
- ベストオブシネマジック 被虐の天使たち 菊池えり・新堂有望・葉月エリナ（4月21日、シネマジック）
- 過激レイプコレクション トップアイドル特選名場面集 庄司みゆき・小林ひとみ・新堂有望 他（6月11日、二見書房）
- トップアイドル特選名場面集 過激レイプコレクション 橘ますみ・新堂有望・飯島恋・小林ひとみ・庄司みゆき・小田なるみ ほか（8月25日、二見書房 MV-116）
- クライマックスダイジェスト'95 淫らな堕天使たち 新堂有望・風間水絵・渡瀬歩・大滝ゆり（12月7日、アートビデオ）

1997年
- 調教美人9連発 小林美和子・新堂有望・森川いづみ・希志真理子 他 (11月、司書房）

1998年
- レイプ白書 26 森田久恵・仲根千夏・中井淳子・新堂有望 (7月17日、東京音光）

2000年
- 長崎みなみが選ぶ傑作レイプ全集 2 新堂有望・石原ゆり・森田久恵 他（9月15日、東京音光）
- インモラル天使 罰 新堂有望・矢沢ようこ・夏樹みゆ 他（10月27日、シネマジック）
- LEGEND シネマジックメモリアル大全 かとう由梨・風吹あんな・麻生早苗・新堂有望 他（11月24日、シネマジック）全18名

2003年
- インモラル天使EX 2 三井彩・柏木えり・森下あみい・麻生かおり・新堂有望 他（6月27日、シネマジック）
- くノ一狩り (7月25日、シネマジック) ＊「緊縛忍法帖 くノ一狩り/露木陽子」「緊縛忍法帖 2 くノ一姉妹/新堂有望」を収録

2004年
- 宇宙企画Classic (5月14日、宇宙企画) ＊「愛・愛しちゃう」「もぎたて天使」を収録
- インモラル天使 File4 森下あみい・麻生かおり・新堂有望（5月28日、シネマジック）

2005年
- The Best of No.1 美里真理 Deluxe ～緊縛女教師篇～ 美里真理・藤谷しおり・新堂有望 他（2月11日、Five Star）

2006年
- VERY BEST OF 新堂有望 生中出しスペシャル!（8月4日、おかず。）

2007年
- 極選!拘束椅子イカセまくり 2時間 (2月16日、ケイ・エム・プロデュース) 他出演:神代しずく、楓アイル、今野由愛 他
- 極選!強制ディープスロート BEST20 2 (3月30日、ケイ・エム・プロデュース) 他出演:及川奈央、早坂ひとみ、朝倉海音、高井桃 他
- 超デジモ BEST4時間 レアルゲスト編 (5月18日、レアル・ワークス) 他出演:RION、立花里子、MIMI、高井桃 他
- 赤ふんレズビアン 其の弐 一条綺美香・金島裕子・新堂有望 他 (7月1日、Ｕ＆Ｋ)
- VERY BEST OF 3P 4時間スペシャル 及川奈央・小沢菜穂・早坂ひとみ・新堂有望 他 (11月23日、ケイ・エム・プロデュース)

2008年
- VERY BEST OF おかず。 4 立花里子・乃亜・今野由愛・中野千夏・新堂有望 他 (2月18日、ケイ・エム・プロデュース)
- 宇宙企画 The Complete till 2008 完全限定版 (12月16日、宇宙企画) 多数出演＊オムニバス作品

2009年
- 宇宙企画 The Complete till 2008 ～earth（地球）～ 及川奈央・葵みのり・小森愛・かわいさとみ・新堂有望 他 (2月27日、宇宙企画)

2016年
- シネマジックSM時代劇スペシャル 裏日本史暗黒物語 (5月19日、シネマジック) 他出演:井上あんり、桜井風花、三井彩 他

2017年
- 赤ふんレズビアン 其の弐 (7月1日、U＆K) 他出演:一条綺美香、金島裕子、森下美緒 他
- 熟女オナニー三昧20人 (11月10日、なでしこ)＊オムニバス作品
- EROTICA 2017 全作品見せます 8時間!! (12月13日、EROTICA)＊オムニバス作品
- 美熟女レズ卍BEST4時間 (12月13日、U＆K)＊オムニバス作品

2018年
- 熟女Wペニバンレズ (1月1日、U＆K)＊オムニバス作品
- 兄貴の嫁 BEST4時間6人 浅井舞香・城崎桐子・新堂有望 他 (3月19日、KSB企画)
- SODロマンス1周年記念!!～汗と愛液と淫欲にまみれた珠玉のドラマシリーズ総集編～ (3月21日、SODクリエイト) 他出演:風間ゆみ、市川まさみ、佐々木あき 他
- 魅惑のGAG・さるぐつわコレクション 4 (5月19日、シネマジック) ＊オムニバス作品
- 酔い潰れている隙に夫の知人に寝取られた人妻6人 (5月25日、なでしこ) 他出演:一条綺美香、円城ひとみ、西山あさひ 他
- AV女優とプライベートで秘湯『生』パコ!一泊二日、孕ませ温泉旅行。BEST4時間 (6月13日、EROTICA) 他出演:蓮実クレア、佐々木あき、清城ゆき 他
- えずき汁垂れ流しイラマチオベスト (7月19日、ドグマ) ＊オムニバス作品
- 射精寸前の一番気持ちいいフェラチオ100連発 (8月13日、アリスJAPAN) 他出演:二宮沙樹、長瀬麻美、辰巳ゆい、波多野結衣 他
- ほろ酔いの部下の嫁がエロ過ぎて… 新堂有望・橘優花・長谷川舞・北条麻妃 他 (9月1日、プラネットプラス)
- 悶絶! イキ狂い妻 精神が崩壊するまでイキ続けたい人妻たち 新堂有望・森下美緒・篠田ゆう・君島みお 他 (11月19日、ドグマ)
- 四十路美熟女に中出し12人 (12月1日、プラネットプラス) 他出演:平岡里枝子、汐河佳奈、井上綾子、緒方泰子 他
- 中出し溢れ妻 デカチンに寝取られた僕たちの妻 (12月13日、センタービレッジ) 他出演:佐々木あき、池上まひろ 他
- すべて見せます!! 10時間 アリスJAPAN 2018 (12月13日、アリスJAPAN) ＊オムニバス作品
- 美人魔女COLLECTION Vol.11 (12月19日、美人魔女) ＊オムニバス作品
- ドグマ2018上半期作品集 (12月19日、ドグマ) ＊オムニバス作品

2019年
- 女性器×女性器=刺激10倍!! マ●コ同士を擦り合わせてイクッ!! レズビアン貝合わせSEX4時間 (1月7日、ビビアン) ＊オムニバス作品
- 熟れたカラダ… 大人な絡みに溺れ合うレズビアンSEX 4時間 (2月7日、ビビアン) ＊オムニバス作品
- 兄貴の奥様はきれいでスタイル抜群、夫婦仲も良くごく普通の結婚をしました。でも、ただ一つ違っていたのは･･･兄貴の奥様は裸族だったのです。 (5月17日、なでしこ) 他出演:古川祥子、永野つかさ 他
- 「私、おばさんなんだよ…。」とためらいながらも親子ほど年の離れた青年との荒々しいセックスにメロメロな美熟女 8時間 (5月25日、マドンナ)  他出演:吹石れな、友田真希、三浦恵理子、澤村レイコ 他
- 目を覚ますと友人がまさかの生チ〇ポ挿入中!!旦那は隣で気づかず爆睡!友達の家で泥酔してしまった人妻7人 (6月1日、プラネットプラス) 他出演:本庄瞳、風間ゆみ、佐々木あき 他
- レズビアンに寝取られた人妻たち 2 BEST4時間 (6月13日、U＆K) ＊オムニバス作品
- 熟母 BEST 母を父から奪った息子 (6月13日、サイド・ビー制作室) 他出演:井上綾子、伊織涼子、真弓あずさ
- ミリタリーSM回顧録 軍国の倒錯者たち (7月7日、シネマジック) ＊オムニバス作品
- 人妻が最も罪悪感を忘れて乱れまくる射精90秒前の激ピストン300連発 (7月7日、マドンナ) ＊オムニバス作品
- MANIAC THE BEST 人には言えないアブノーマルな性癖 10枚組20時間 (12月15日、AVS collector’s) ＊オムニバス作品

2020年
- 性欲のピークを迎えた四十路熟女たちの本気セックス18人 (5月19日、KSB企画) ＊オムニバス作品
- イラマチオ全集 喉奥限界突破100人 (5月19日、ドグマ) ＊オムニバス作品
- 本当にあったエッチなお話 14 (7月10日、なでしこ) 他出演:平岡里枝子、武藤あやか、古川祥子
- 極限中出し 精子300億の種付け洗礼 (9月19日、ドグマ) ＊オムニバス作品
- ボク1人に美女たちが群がるハーレムBEST (11月13日、アリスJAPAN) ＊オムニバス作品

2021年
- じゅぽじゅぽフェラチオ口内発射スペシャル40連発5時間 (4月13日、アリスJAPAN) 他出演:結菜はるか、向井藍、諸星エミリー 他

2022年
- 今日の獲物(ターゲット)はアノ女! 人妻だけを狙って犯しまくる! 人妻限定レイプ the BEST!! 霧島さくら・三島奈津子・新堂有望・麻美ゆま 他 (3月8日、アリスJAPAN)
- 微乳スレンダー熟女  12人BEST VOL.02 (3月20日、プラネットプラス) 他出演:神尾千明、加藤ツバキ、花咲いあん 他
- ザ・近親相姦総集編 母と息子 熟れゆく10人の禁断セックス 新堂有望・よしい美希・一条綺美香 他 (3月22日、サイド・ビー制作室)
- クチュクチュ音を立て、ビクビクとイキまくる美熟女のオナニー30連発!! 新堂有望・大場ゆい・森沢かな・かなで自由 他 (5月3日、サイド・ビー制作室)
- やっぱり熟女が一番エロい!!22人 VOL．03 城崎桐子・麻生千春・新堂有望・上島美都子 他 (5月17日、KSB企画)
- 中出し寸前の一番気持ちいい生ピストン63連発 (7月12日、アリスJAPAN) 多数出演＊オムニバス作品
- たっぷり発射されたザーメンを飲み込む！ごっくん精飲BEST (9月13日、アリスJAPAN) 多数出演＊オムニバス作品

他多数出演

### イメージDVD
- 黄金復活 ギルガメッシュナイト (2005年12月14日、アクアハウス)

### アダルトビデオ（無修正）
- Kamikaze Premium Vol.24 新堂有望 (2007年3月16日、神風)
- グラマラス アクトレス : 新堂有望 (2008年5月5日、ピンクパンチャー)

### 映画
- オンブヤ 無敗のブックメーカー（1994年4月8日公開、にっかつ）監督:辻野正人[6]
- 竹取物語（1994年、吉村文庫監督自主制作映画）監督:吉村文庫 ＊第37回 日本SF大会第1回インディーズ映像大賞最優秀賞受賞
- みんな～やってるか!（1995年2月11日公開、日本ヘラルド映画）監督:ビートたけし 主演:ダンカン[7]

### オリジナルビデオ
- あぶない修道院（1993年4月23日、ココナッツボーイ・プロジェクト）監督:光石富士朗[8]
- どチンピラ7（1994年4月28日、ソフトガレージ）監督:村田忍[9]
- MOKOにおまかせ（1994年11月11日、東映ビデオ）監督:望月六郎[10]
- 淫獣教師（1995年3月10日、ピンクパイナップル）監督：服部光則[11]
- THE レイプマン 6（1995年3月31日、ピンクパイナップル）監督:長石多可男[12]
- 女囚処刑人マリア 2（1995年5月24日、キングビデオ、制作:円谷映像）監督:古庄淳 主演:杉本彩[13]
- 女忍（くノ一） 蜜壷に秘められた淫術（1995年8月25日、オール・プロダクツ）監督:片岡修二[14]
- 淫獣教師 3（1996年3月8日、ピンクパイナップル）監督:服部光則[15]
- 大江戸淫乱絵巻 復讐篇（1996年4月5日、ピンクパイナップル）監督:関根和美[16]
- 迷宮 ～LABYLINTH～（1996年4月26日、イメージファクトリ IM）監督：皆元洋之助[17]
- あやしい人妻 ～テレクラ・リポート～　（1996年2月21日、東映ビデオ）監督:伊藤裕彰[18]
- 若恥母 ミュージアムの近親相姦シリーズVol.20（1997年2月21日、ミュージアム）監督:光石富士朗[19]

### テレビドラマ
- 同窓会 第5話、第8話（1993年11月17日&12月8日、日本テレビ）[20]
- 大家族ドラマ 嫁の出る幕 第9話（1994年9月8日、テレビ朝日）[21]
- 月曜ドラマスペシャル「早乙女千春の添乗報告書1・第1話 金沢湯けむりツアー殺人事件」（1995年2月20日、TBS）
- 星の金貨 第1話（1995年4月12日、日本テレビ）[22]
- パパ・サヴァイバル 第3話（1995年7月16日、TBS）[23]

### テレビ番組
- ギルガメッシュナイト -女性レギュラー（テレビ東京）[24]
- ロバの耳そうじ（1994年12月19日、日本テレビ）[25]

## 書籍

### 写真集
- 新堂有望ファースト写真集 Touch Me（1993年10月15日、英知出版）　撮影：大山文彦
- 新堂有望写真集 美少女SM Vol.2（1995年1月20日、三和出版）撮影：杉浦則夫
- 女性アイドル写真集 LOVE KILLS 愛奴 大木真澄大全集 クミコ・グレース、新堂有望 他（1996年5月11日、海王社）撮影:大木真澄
- 美少女SM・レジェンド 石原めぐみ&新堂有望（2002年2月、三和出版）撮影：杉浦則夫

### 雑誌
- オレンジ通信 1993年11月号（表紙）（東京三世社）

## ゲーム
- セクシーアイドル麻雀 ファッション物語 新堂有望・沢口梨々子 他（1994年9月16日、日本物産、PCエンジンスーパーCDソフト）
- セクシーアイドル麻雀 野球拳の詩 安藤有里・美里真理・憂木瞳・藤谷しおり・新堂有望 他 全16名（1995年1月31日、日本物産、PCエンジンスーパーCDソフト）